# 幾內亞比索交通
幾內亞比索交通（葡萄牙語：Transportes da Guiné-Bissau）是指西非国家幾內亞比索的交通运输及概况。

## 公路运输

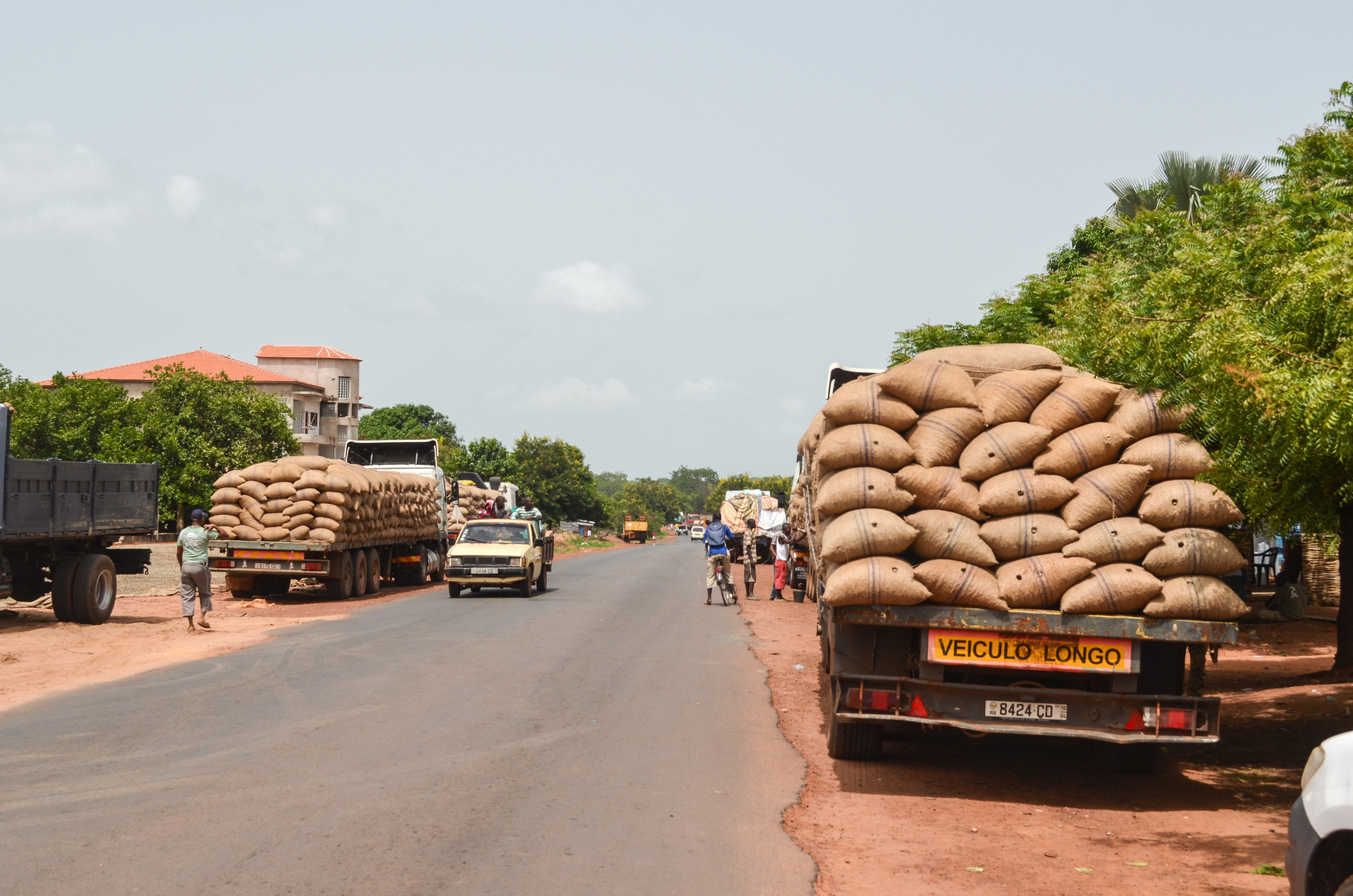
来往于几内亚比绍国内的大型卡车

因为幾內亞比索没有铁路，因此该国路上交通运输只能依靠公路。至2021年，幾內亞比索國内有公路4400公里，其中拥有柏油路面公路里程约550公里，可通往邻国塞内加尔、几内亚。幾內亞比索也参与了非洲西部沿海橫貫高速公路的建设工程。

## 水運

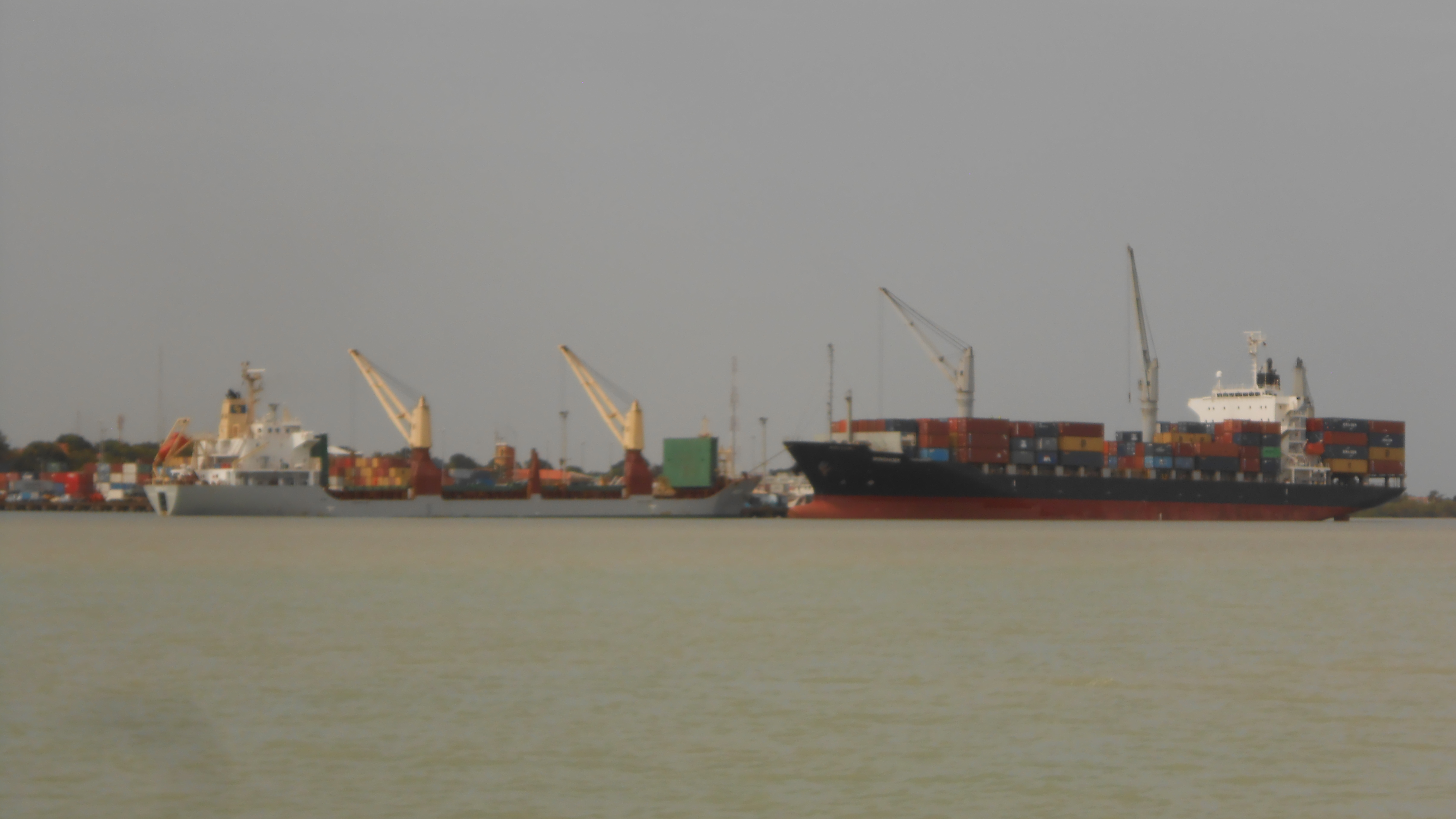
比索港

### 内河运输
幾內亞比索气候湿润，河网密布，内河航运占有重要地位。熱巴河为该国主要河流，该河流下游140公里可航行2,000噸重的船隻。

### 远洋海运
比索港为幾內亞比索最大的驳运港、渔港和对外贸易中心，港区锚地可停泊7-8艘货轮，年货物吞吐量约50万吨。除此之外，在该国近海地区的布巴、卡谢乌也是比较重要的港口。比热戈斯群岛与幾內亞比索大陆地区的交通则依靠轮渡。

## 航空运输

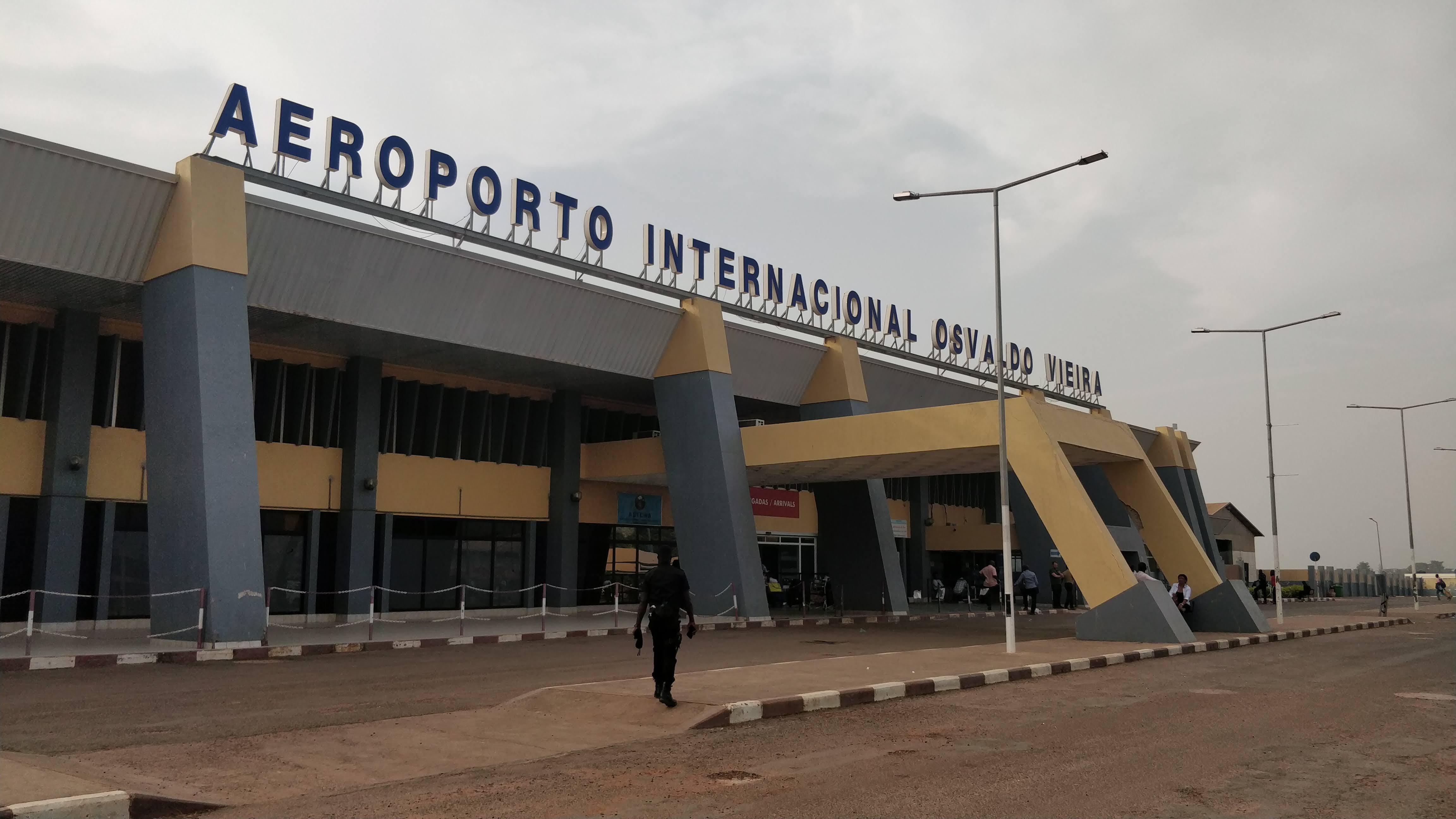
奧斯瓦爾多·維埃拉國際機場

幾內亞比索国内共有6个机场，其中位于首都比绍附近的奧斯瓦爾多·維埃拉國際機場可供中小型飞机起降，每周有定期航班往返葡萄牙、塞内加尔、佛得角和摩洛哥等国家。